# ميبيفاكايين
ميبيفاكايين (بالإنجليزية: Mepivacaine) هو مخدر موضعي من نوع الأميدات. يسوق تحت اسم كربوكايين (Carbocaine ®).
تم تسويقه في سنوات 1960 وهو غير مكلف، ذو قوة متوسطة (مماثلة لليدوكائين).